# Ara Maxima Herculis
De Ara Maxima Herculis (‘Groot altaar van Hercules’) was de oudste cultusplaats voor Hercules in Rome. Het altaar stond bij het Circus Maximus aan de kant van het Forum Boarium, ongeveer op de plaats van de huidige kerk Santa Maria in Cosmedin (waarachter zich een straatje met de naam Via dell' Ara Massima D'Ercole bevindt). Het stond binnen de grenzen van het pomerium (‘het grote altaar van Hercules viel erbinnen’, Tacitus Annalen XII, 24), hoewel de cultus Grieks was. Deze cultus was voor Hercules invictus (‘onoverwinnelijke Hercules’). Het altaar zou al door Euander zijn gesticht en volgens anderen door Hercules zelf, ter herinnering aan het feit dat hij ter plaatse de reus Cacus had verslagen.
In de 2de eeuw v.Chr. werd vlak bij het altaar ook een Tempel van Hercules Invictus opgericht op het Forum Boarium. Er is een aantal inscripties teruggevonden gewijd aan Hercules Invictus waarvan niet duidelijk is of die slaan op de tempel of op het altaar of op beide. 
Tijdens de grote brand van Rome in 64 na Chr. werd het altaar verwoest (Tacitus, Annalen XV, 41). Het werd herbouwd en bestond nog in de vierde eeuw. Delen van het altaar zijn waarschijnlijk bewaard gebleven bij de bouw van de Santa Maria in Cosmedin in de 6e eeuw.

## Referentie
- S. Platner, A Topographical Dictionary of Ancient Rome, Londen 1929, art. Ara Maxima Herculis